# Bruno Felipe
Bruno Felipe (Saint-Ouen-sur-Seine, 29 de marzo de 1964) es un deportista francés que compitió en tiro con arco, en la modalidad de arco recurvo.
Ganó una medalla de plata en el Campeonato Europeo de Tiro con Arco al Aire Libre de 1992 y una medalla de bronce en el Campeonato Europeo de Tiro con Arco en Sala de 1987. Participó en los Juegos Olímpicos de Barcelona 1992, ocupando el cuarto lugar en la prueba de equipo.

## Palmarés internacional
| Campeonato Europeo al Aire Libre | Campeonato Europeo al Aire Libre | Campeonato Europeo al Aire Libre | Campeonato Europeo al Aire Libre |
| Año                              | Lugar                            | Medalla                          | Prueba                           |
| -------------------------------- | -------------------------------- | -------------------------------- | -------------------------------- |
| 1992                             | La Valeta (Malta)                | Medalla de plata                 | Equipo                           |
| Campeonato Europeo en Sala       |                                  |                                  |                                  |
| Año                              | Lugar                            | Medalla                          | Prueba                           |
| 1987                             | París (Francia)                  | Medalla de bronce                | Equipo                           |